# Варахаґірі Венката Ґірі
Варахаґірі Венката Ґірі (тел. వరాహగిరి వేంకటగిరి; 10 серпня 1894 — 23 червня 1980) — індійський державний діяч, президент країни у 1969—1974 роках.

## Життєпис
Народився в родині успішного адвоката і члена Індійського національного конгресу. 1916 року закінчив Університетський коледж Дубліна, де вивчав право. За підозрою в участі у Великодньому повстанні був висланий з Ірландії. Після повернення на батьківщину приєднався до Індійського національного конгресу та вступив на службу до Верховного суду Мадраса. 1922 року був вперше заарештований під час участі у демонстрації проти продажу в магазинах спиртних напоїв.
Того ж року був обраний на пост генерального секретаря, а потім президента Всеіндійської федерації залізничних працівників. 1926 року став президентом Всеіндійського конгресу профспілок, 1929 брав участь у створенні Всеіндійської федерації профспілок і став одним з її керівників. 1928 року Варахаґірі Венката Ґірі очолив страйк залізничників у Бенгалії, що змусив британський уряд піти на поступки.
1934 року був обраний до складу Центральної законодавчої асамблеї, членом якої був до 1937. Був офіційним представником з питань охорони праці та профспілок. У 1937—1939 роках — міністр праці, промисловості та кооперації в уряді Мадраської провінції. Одночасно 1938 року став головою Національного комітету планування Індійського національного конгресу.
Під час Другої світової війни перебував в ув'язненні за активну участь в антиколоніальному русі. У 1946—1947 роках був міністром праці та промисловості в уряді штату Мадрас, у 1947—1951 роках обіймав посаду першого посла незалежної Індії на Цейлоні.
У 1952—1954 роках займав пост міністра праці в уряді незалежної Індії. Виступав за проведення перемовин між працедавцями та найманими працівниками з метою розв'язання трудових суперечок. Подав у відставку після ухвалення рішення про скорочення зарплатні банківським службовцям. Відіграв важливу роль у створенні Індійського товариства економіки праці.
Був губернатором таких штатів: Уттар-Прадеш (1956—1960), Керала (1960—1965), Майсуру (1965—1967). 1967 року Варахаґірі Венката Ґірі став віце-президентом Індії й головою верхньої палати парламенту (ради штатів), а 1969 року був призначений виконувачем обов'язки президента Індії після несподіваної смерті Закіра Хусейна.
24 серпня 1969 року вступив на посаду президента країни. Його обрання супроводжувалось гострим протистоянням між прем'єр-міністром Індірою Ганді та старою партійною гвардією Індійського національного конгресу, відомою як «Синдикат». Всеіндійський комітет Конгресу ухвалив рішення підтримати кандидатуру Неєлама Санджіва Редді. Натомість Ґірі, який обіймав пост віце-президента, заявив, що буде балотуватись як незалежний кандидат, й отримав схвалення Ганді. Зрештою Ґірі здобув перемогу, отримавши 420,077 голосів за квоти 418,169 голосів. У відповідь до Верховного суду Індії було направлено звернення про визнання голосування незаконним, оскільки виборщиків намагались підкупити. Ґірі вирішив особисто постати перед судом, де його допитали як свідка. Суд зрештою відхилив клопотання й підтримав обрання Ґірі на пост президента.
На посту глави держави Ґірі розглядають як президента, який цілковито був підпорядкований прем'єр-міністру й нерідко називають «президентом прем'єр-міністра».
Є автором книг «Industrial Relations», «Labour Problems in Indian Industry», «Jobs for Our Millions».